# Гардинер, Борис
Борис Гардинер (англ. Boris Gardiner; род. 13 января 1943 года, Кингстон, Ямайка) — ямайский певец, автор песен и бас-гитарист.

## Биография
Борис Гардинер родился 13 января 1943 года в Кингстоне на острове Ямайка.
Учился в местной государственной Школе-колледже Франклина (англ. Franklin Town Government School and St Monica's College), однако бросил обучение после того, как у него обнаружили тахикардию.
В 1960 году 17-летний Гардинер начал музыкальную карьеру певцом группы The Rhythm Aces.
Вместе они записали три сингла: Angela, A Thousand Teardrops и The Meaning Of Christmas.
Позже Борис присоединился к группе Kes Chin & The Souvenirs в качестве певца и перкуссиониста.
В 1964 году он становится постоянным участником группы Afro Jamaican Rhythm, где учится играть на бас-гитаре и начинает сочинять музыку.
В 1967 году Гардинер возвращается на Ямайку и создаёт свою группу — The Broncos при ямайском клубе The Bronco Club.
Позже — в отеле Courtleigh Manor где группа сменила название на The Boris Gardiner Happening.
А ещё приблизительно через два года — в The Hotel Kingston.
В 1960—1970 годах активно работал как сессионный музыкант.
В конце 1960-х годов вместе с другими ямайскими музыкантами выступает в составе The Upsetters.
В 1968 году становится бас-гитаристом у Климента Додда (Сэр Кокссон) на Studio One и исполняет басовые партии на хитах многих исполнителей: The Heptones, Marcia Griffiths, Junior Murvin и других.
В 1972 группа The Boris Gardiner Happening отправилась в тур по Ямайке и за границу. Они путешествовали по Германии, Белизу, Гайане, Тринидаду, Тобаго и США.
В 1973 Борис написал музыку к фильму Every Nigger Is a Star (Каждый негр — звезда).
Фильм считается провальным, но саундтрек до сих пор ценятся среди коллекционеров и современных исполнителей.
В 2015 году песня Every Nigger Is a Star вошла в заглавную композицию Wesley's Theory альбома To Pimp a Butterfly Кендрика Ламара, номинировавшегося в качестве «альбома года» на «Грэмми 2016».

## Личная жизнь
Борис Гардинер был дважды женат и имеет троих детей: Эвигейл, Оливера и Кару.

## Дискография

### Студийные записи
- Reggae Happening (1970), Trojan Records.
- It’s So Nice To Be With You (1970), Steady.
- Soulful Experience (1971), Dynamic Sounds.
- Every Nigger is a Star OST (1973), Leal Productions.
- Everything To Me (1986), Revue.
- Let’s Take a Holiday (1992), WKS.
- Next to You (1992), VP.

### Сборники
- The Very Best of Boris Gardiner (2002), Music Club.
- I Want to Wake Up With You: The Best Of Boris Gardiner (2004), Sanctuary/Trojan.

### Чарты
- Elizabethan Reggae (Single, 1970) — UK #14.
- I Want To Wake Up With You (Single, 1986) — UK #1.
- You’re Every Thing To Me (Single, 1986) — UK #11.
- The Meaning Of Christmas (Single, 1986) — UK #69.
- Friends and Lovers (Single, 1987) — UK #97 — совместно с Гвен Гусри (англ. Gwen Guthrie).